# In Illo Tempore
In Illo Tempore é um livro de memórias publicado por Trindade Coelho em 1902. Nele, o autor evoca o ambiente boémio e muitas das figuras da Universidade de Coimbra, onde estudou Direito.
A obra é um dos grandes clássicos do memorialismo. Teve um grande sucesso, tornando-se o livro de cabeceira de todos os bacharéis que em Coimbra se tinham formado. 

## Etimologia
Ab o In, illo tempore é uma frase latina que pode ser traduzida "desde muito tempo", "desde tempos imemoriais", ou às vezes "há muito tempo" ou "naquele tempo".